# Archibald Nye
Archibald Edward Nye (Dublino, 23 aprile 1895 – Londra, 13 novembre 1967) è stato un generale britannico.

## Biografia
Allo scoppio della seconda guerra mondiale era generale di brigata in India al comando della brigata Nowshera; successivamente divenne direttore dei servizi del personale dello Stato Maggiore. Nel 1941 si presentò come uno dei possibili successori di John Dill nella carica di Capo di Stato Maggiore Generale dell'Impero britannico, ma gli venne preferito il generale Alan Brooke.
Divenne quindi vice capo di Stato Maggiore Imperiale e un leale e prezioso collaboratore di Brooke. Nel dicembre 1941 accompagnò a Mosca il segretario agli Esteri Anthony Eden, nel momento più difficile della guerra per Stalin, con i tedeschi a 25 miglia da Mosca. I colloqui costituirono la base del trattato anglo-sovietico firmato a Londra nel maggio 1942 da Molotov. Nel marzo 1942 compì una seconda importante missione al Cairo con sir Stafford Cripps per discutere la situazione bellica con il comandante in capo del Medioriente, generale Claude Auchinleck.
Nell'aprile 1943 una sua lettera ad Harold Alexander venne utilizzata dai servizi segreti e affidata al cadavere di William Martin abbandonato sulla costa spagnola al largo di Huelva, nel tentativo riuscito di far credere ai tedeschi che gli sbarchi alleati nel Mediterraneo avrebbero avuto come obiettivo la Grecia o la Sardegna e non la Sicilia (operazione Mincemeat).